# Magnétofection
 (juin 2021).

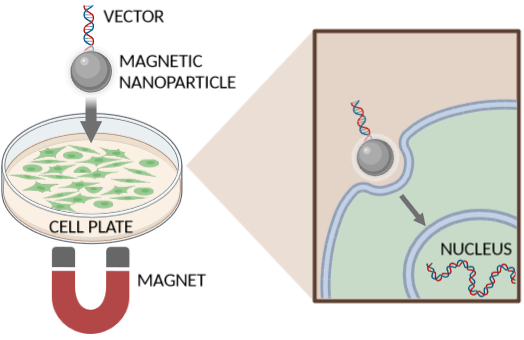
Exemple de magnétofection sur une particule magnétique

La magnétofection, également appelée transfection assistée par aimant, est une méthode de transfection qui utilise des champs magnétiques pour concentrer les particules contenant l'acide nucléique dans les cellules cibles. Cette méthode tente d'unir les avantages de la biochimie (cationiques, lipides ou polymères) et les méthodes physiques de transfection (électroporation, biolistique) dans un même système en excluant leurs inconvénients (faible efficacité, toxicité).[pas clair] Le phénomène en lui-même relève du superparamagnétisme.

## Principe
Le principe de la magnétofection est d'associer des acides nucléiques anioniques à des nanoparticules magnétiques cationiques. Ces complexes moléculaires sont ensuite concentrés et transportés dans des cellules exposées à un champ magnétique approprié,.

## Applications
La magnétofection a été adaptée à tous les types d'acides nucléiques (ADN, siRNA, dsRNA, shRNA, ARNm), aux systèmes de transfection non viraux (réactifs de transfection) et aux virus. Elle a été testée avec succès sur une large gamme de lignées cellulaires, de cellules difficiles à transfecter et de cellules primaires,. 

## Avantages et perspectives
La transfection magnétique est une méthode assez nouvelle et rapide pour introduire des acides nucléiques dans des cellules cibles avec une efficacité accrue. En particulier, les lignées cellulaires de mammifères adhérentes et les cultures de cellules primaires présentent des taux de transfection très élevés. Les cellules en suspension et les cellules d'autres organismes peuvent également être transfectées avec succès. Un avantage de la méthode est le traitement des cellules par rapport aux réactifs de transfection à base de liposomes (lipofection) et électroporation, ce qui peut entraîner la mort de 20 à 50 % des cellules. De plus, l'efficacité de la transfection est augmentée dans certains cas par le transport dirigé dans un champ magnétique, en particulier pour de faibles quantités d'acides nucléiques. En revanche, des méthodes telles que la lipofection n'offrent que des résultats statistiques entre la cargaison et les cellules, en raison du mouvement tridimensionnel des cellules et des agrégats de transfection dans une suspension liquide. La transfection assistée par aimant peut également être réalisée en présence de sérum, ce qui est un avantage supplémentaire. Actuellement, plus de 150 cellules ont été transfectées avec succès. De plus, des effets synergiques sur l'efficacité de la transfection peuvent découler de la combinaison possible de la lipofection et de la transfection assistée par aimant.
À l'avenir, cette technologie pourrait être une stratégie alternative aux vecteurs viraux et non viraux actuellement utilisés dans la thérapie génique et le transfert de gènes.